# 대한민국 형법 제331조
대한민국 형법 제331조는 특수절도죄에 대한 형법각칙의 조문이다. 2항으로 되어 있으며 1항에서는 단순특수절도죄를 2항에서는 합동특수절도죄를 규정하고 있다. 상습적으로 범하는 경우  상습특수절도죄와 상습합동특수절도죄가 된다.

## 조문
제331조(특수절도) ① 야간에 문호 또는 장벽 기타 건조물의 일부를 손괴하고 전조의 장소에 침입하여 타인의 재물을 절취한 자는 1년 이상 10년 이하의 징역에 처한다.

② 흉기를 휴대하거나 2인 이상이 합동하여 타인의 재물을 절취한 자도 전항의 형과 같다.

第331條(特殊竊盜) ① 夜間에 門戶 또는 墻壁 其他 建造物의 一部를 損壞하고 前條의 場所에 侵入하여 他人의 財物을 竊取한 者는 1年 以上 10年 以下의 懲役에 處한다.
②兇器를 携帶하거나 2人 以上이 合同하여 他人의 財物을 竊取한 者도 前項의 刑과 같다.

## 사례
- 의경들이 회식비를 마련하기 위해 기부받은 공용 공기청정기를 판 것에 대해 특수절도 혐의가 적용된 적이 있다.[2]
- 연천군 소재의 한 휴대폰 대리점에 침입하는 등 총 16회에 걸쳐 총 3000만원 상당의 최신형 스마트폰 97대를 절취한 4인조 절도단은 특수절도의 죄책을 진다.[3]
- 특수절도죄의 법정형에는 벌금형이 없고 징역형만 있는데도 벌금형을 선고한 판결이 검찰총장의 비상상고로 1년여 만에 바로 잡힌 적이 있다.[4]
- 2018년 LG그룹 구본무 회장이 별세하자 구본능 회장과 하 사장이 열쇠공을 동원해 LG 트윈타워 내 고인의 집무실과 곤지암 별장을 찾았으며, 두 곳에 있던 고인의 개인 금고를 강제로 뜯어 내용물을 가져가면서 특수절도죄로 고발당한 적이 있다.[5]
- 손님 여러명이 무한 리필 고깃집에서 각자 음식을 가져와 용기에 담은 뒤, 고기와 반찬 등을 비닐봉지에 넣어 몰래 가져가면 특수절도죄에 해당할 수 있다.[6]
- 甲과 乙은 한 건 하기로 하고 집 주변 ATM 앞을 서성대다 현금을 인출하는 A의 뒤에서 몰래 A의 신용카드 비밀번호를 알아낸 다음, 乙이 A에게 길을 묻는 척하고, 甲이 그 사이 A의 지갑을 몰래 꺼낸 경우[7]

## 판례

### 주관적 요건
2인 이상의 범인의 공모하여야 한다.

### 객관적 요건
시간적, 장소적으로 협동관계가 있는 실행행위를 분담하여야 한다.

### 주거침입은 구성요건 아님

#### 특수절도죄
- 형법 제331조 제2항의 특수절도에 있어서 주거침입은 그 구성요건이 아니므로, 절도범인이 그 범행수단으로 주거침입을 한 경우에 그 주거침입행위는 절도죄에 흡수되지 아니하고 별개로 주거침입죄를 구성하여 절도죄와는 실체적 경합의 관계에 있게 되고, 2인 이상이 합동하여 야간이 아닌 주간에 절도의 목적으로 타인의 주거에 침입하였다 하여도 아직 절취할 물건의 물색행위를 시작하기 전이라면 특수절도죄의 실행에는 착수한 것으로 볼 수 없는 것이어서 그 미수죄가 성립하지 않는다.[10]

### 실행착수 시기-일부를 손괴하기 시작 때
야간에 절도의 목적으로 출입문에 장치된 자물통 고리를 절단하고 출입문을 손괴한 뒤 집안으로 침입하려다가 발각된 것이라면 이는 특수절도죄의 실행에 착수한 것이다.

## 선고
특수절도라도 피의자가 정신질환 경력이 있다거나 생계형 범죄의 경우라면 피해자와의 합의, 초범 등을 고려해 기소유예를 내릴 수도 있다.

## 같이 보기
- 대한민국 형법 제332조 (상습범)
- 대한민국 형법 제335조 (준강도)
- 야간주거침입죄
- 준특수강도죄
- 강도치상죄